# Sidney Ainsworth
Pour l’article homonyme, voir Ainsworth.
Sidney Ainsworth est un acteur britannique de théâtre et du cinéma muet né à Manchester (Angleterre) le 21 décembre 1872 et mort à Madison, Wisconsin (États-Unis), le 21 mai 1922.

## Biographie
Ainsworth débute au cinéma dans Mr. Wise, Investigator, un court-métrage de E. Mason Hopper. Il apparait dans plus de 80 films muets.

## Filmographie partielle
- 1915 : La Sœur blanche (The White Sister) de Fred E. Wright : le capitaine Ugo Severi
- 1917 : On Trial de James Young : Robert Strickland
- 1918 : Entre l'amour et l'amitié (Brown of Harvard) de Harry Beaumont : Victor Colton
- 1919 : Le Joyeux Lord Quex (The Gay Lord Quex) de Harry Beaumont : Sir Chichester Frayne
- 1919 : La Fleur enchantée (Heartsease) de Harry Beaumont : Sir Geoffrey Pomfret
- 1919 : Tentations (The Loves of Letty) de Frank Lloyd : Ivor Crosby
- 1919 : La Fugue d'Hélène Sherwood (One Week of Life) de Hobart Henley : LeRoy Scott
- 1919 : The Little Rowdy de Harry Beaumont : Roy Harper
- 1920 : La Femme X... (Madame X) de Frank Lloyd : Laroque
- 1920 : The Branding Iron de Reginald Barker : Jasper Morena
- 1920 : L'Appartement n° 13 (The Woman in Room 13) de Frank Lloyd : Andy Lewis
- 1921 : Hérédité (The Invisible Power) de Frank Lloyd : Bob Drake
- 1921 : À la manière de Roméo (Doubling for Romeo) de Clarence G. Badger : Pendleton / Mercutio
- 1922 : Mr. Barnes of New York de Victor Schertzinger : Comte Danella